# Mandlesweiher
Die Mandlesweiher sind eine Gruppe von Weihern bei der Marktgemeinde Pleinfeld im mittelfränkischen Landkreis Weißenburg-Gunzenhausen. 

## Beschreibung

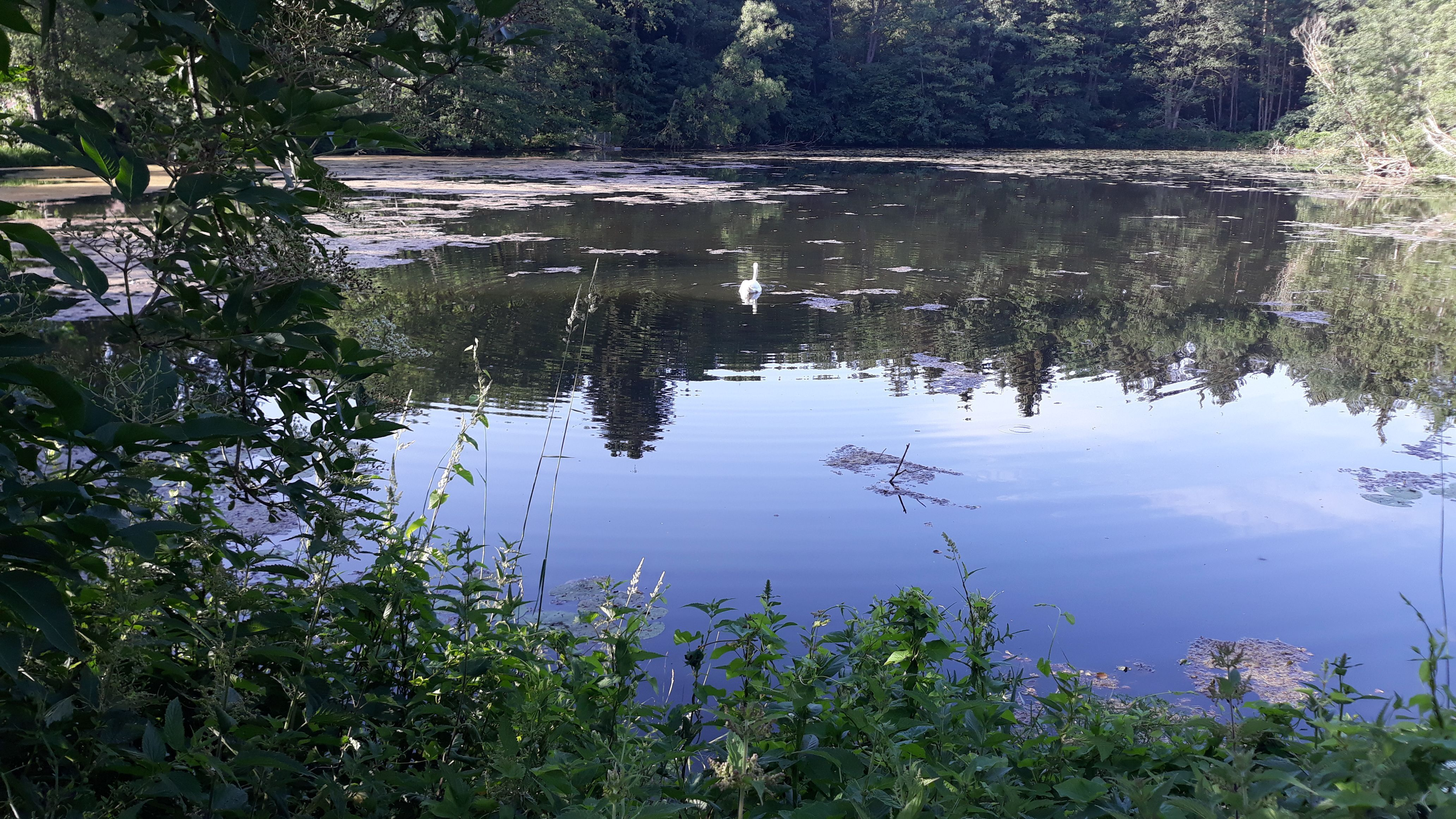
Mandlesweiher

Die Kette von Seen beginnt unterhalb des Damms des Großen Brombachsees nördlich von Pleinfeld auf einer Höhe von 375 Metern über NHN und wird vom aus dem See austretenden Brombach gespeist, der wenig südlich an der Weiherkette entlangfließt. Der größte wird außerdem von Norden her vom Weilerbach gespeist. Auch kleinere Quellen aus der näheren Umgebung speisen die Seen. Nach dem letzten folgt talabwärts gleich der Heiligenwaldsee. Mehrere Brücken überqueren die Weiher.
Namengebend für den Weiher ist die Einöde Mandlesmühle, die unmittelbar angrenzt. Das Bestimmungswort Mandles im Namen kommt aus dem Mittelhochdeutschen (Mantelach ‚Föhrenwald‘). 
Die vier insgesamt etwa 10 Hektar großen und von West nach Ost etwa 1,2 Kilometer langen Stillgewässer entstanden in ihrer heutigen Ausgestaltung in den 2000ern, als im Zuge der Errichtung des Fränkischen Seenlands die Staumauer des Brombachsees unmittelbar vor der Mandlesmühle errichtet wurde. Hierbei wurde auch die gegenwärtige Weiherkette angelegt. Zuvor gab es nur einen einzigen Mandlesweiher westlich der Mandlesmühle.